# Abteikirche St-Nicolas (Trémolat)

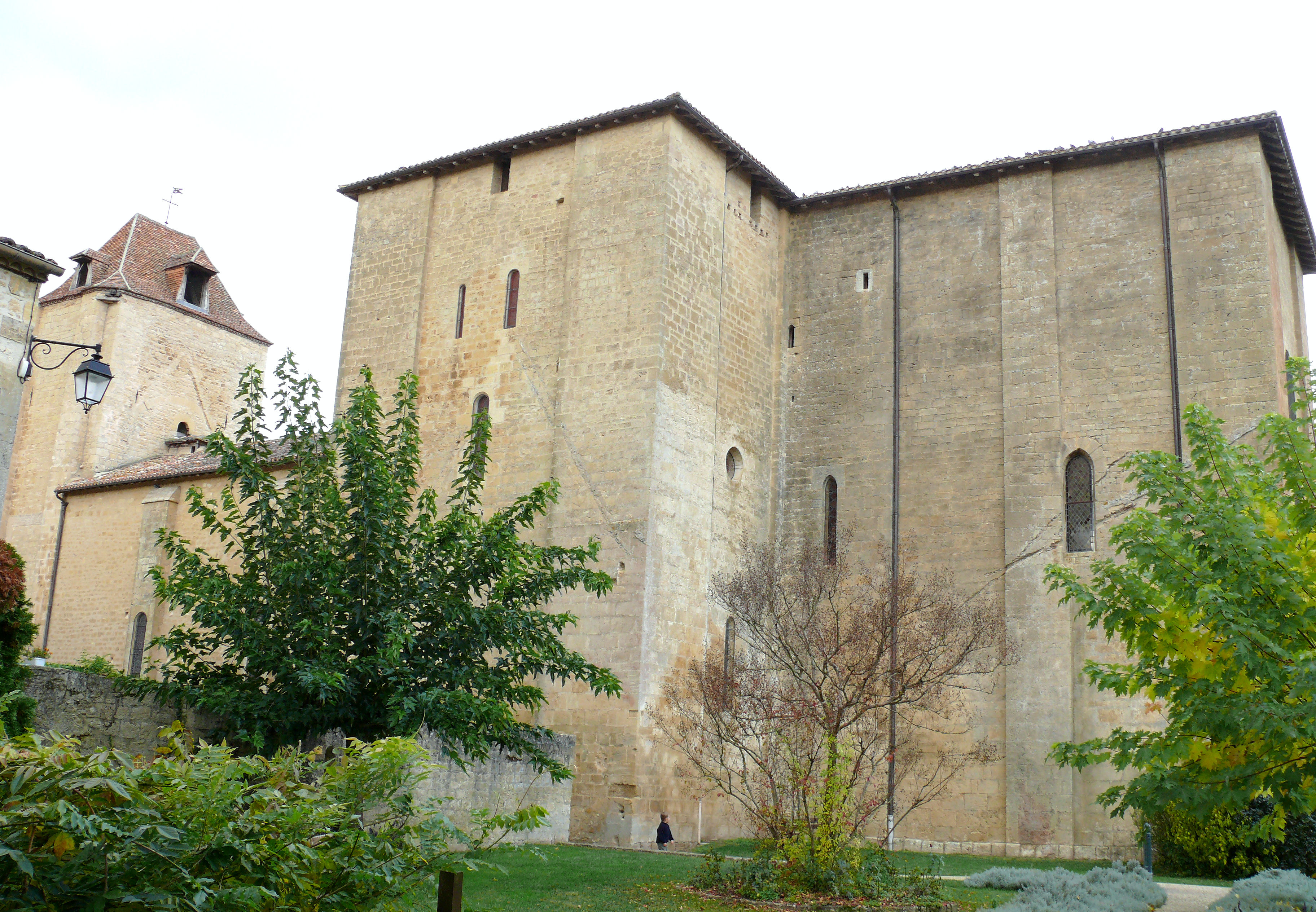
Ehemalige Abteikirche Saint-Nicolas – Chorpartie (rechts), Langhaus und Westturm (links)

Die ehemalige Abteikirche Saint-Nicolas, auch bekannt unter dem Namen Notre-Dame-de-l’Assomption, liegt in der kleinen Ortschaft Trémolat in der französischen Region Aquitanien (Département Dordogne). Das mittelalterliche Bauwerk wurde bereits im Jahr 1913 zum Monument historique erklärt.

## Baugeschichte
Da die Überlieferung eine Gründung des Klosters bereits im 9. Jahrhundert oder sogar früher erwähnt, ist davon auszugehen, dass die heutige Abteikirche einen kleineren Vorgängerbau hatte, von dem jedoch nichts erhalten ist. Auch zur Geschichte des romanischen Kirchenbaus haben sich keine Urkunden erhalten. Teile des einschiffigen Langhauses stammen möglicherweise noch aus dem 11. Jahrhundert, doch wurden weitere Bauteile im 12. Jahrhundert hinzugefügt. Das heutige Barockportal und der gleichzeitig erbaute – in das Turmdach integrierte – Glockengiebel stammen erst aus dem 17. Jahrhundert.

## Architektur

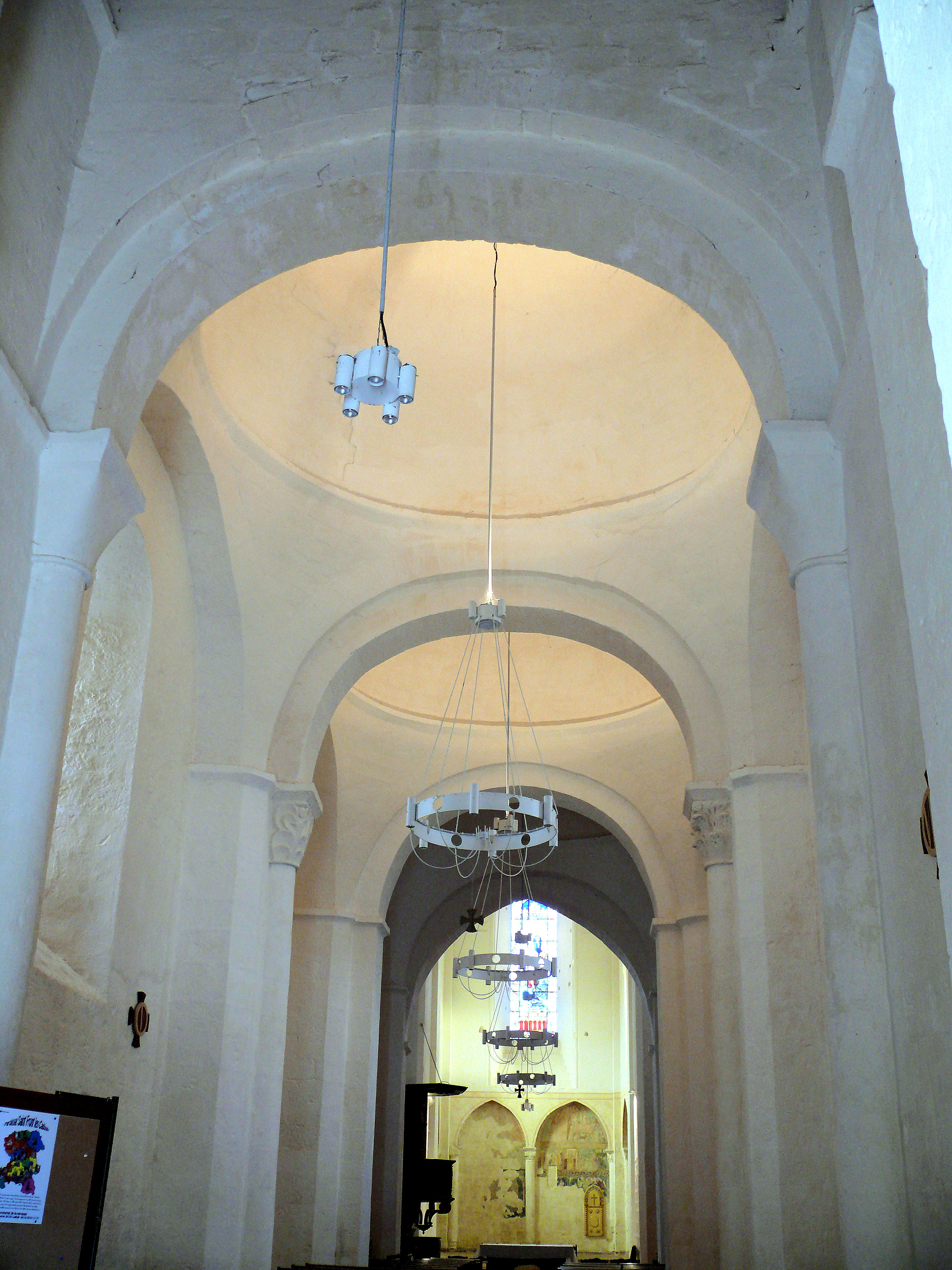
Ehemalige Abteikirche Saint-Nicolas – Innenraum

### Außenbau
Der kantig, karg und streng wirkende Außenbau – Thorsten Droste spricht gar von „ungeschlachten Formen“ – mit seinen äußerst schmalen Fensteröffnungen ist sehr wahrscheinlich darauf zurückzuführen, dass die Abteikirche auch als Wehrkirche, d. h. als Ort der Zuflucht in Zeiten von Überfällen räuberischer Banden oder marodierender und plündernder Soldaten konzipiert war. Das Périgord ist jedenfalls reich an Wehrbauten (Burgen) und Wehrkirchen.

### Innenraum
Die drei Joche des einschiffigen Langhauses und die Vierung sind – wie im Périgord zur damaligen Zeit üblich – von Kuppeln überwölbt. Der apsislose Chorbereich und die beiden Seitenarme des Querschiffs haben dagegen Tonnengewölbe. Die Kapitelle des Innenraums zeigen – bis auf wenige vegetabilische und Flechtband-Motive – keinerlei Ornamentik.

### Fresken
Innerhalb der Blendarkaden des Chorbereichs haben sich Reste eines gotischen Freskenzyklus mit Szenen aus der Passionsgeschichte (Einzug in Jerusalem, Abendmahl, Verrat und Ergreifung Christi) erhalten. Viel ist jedoch nicht mehr erkennbar.